# テトラカエツム

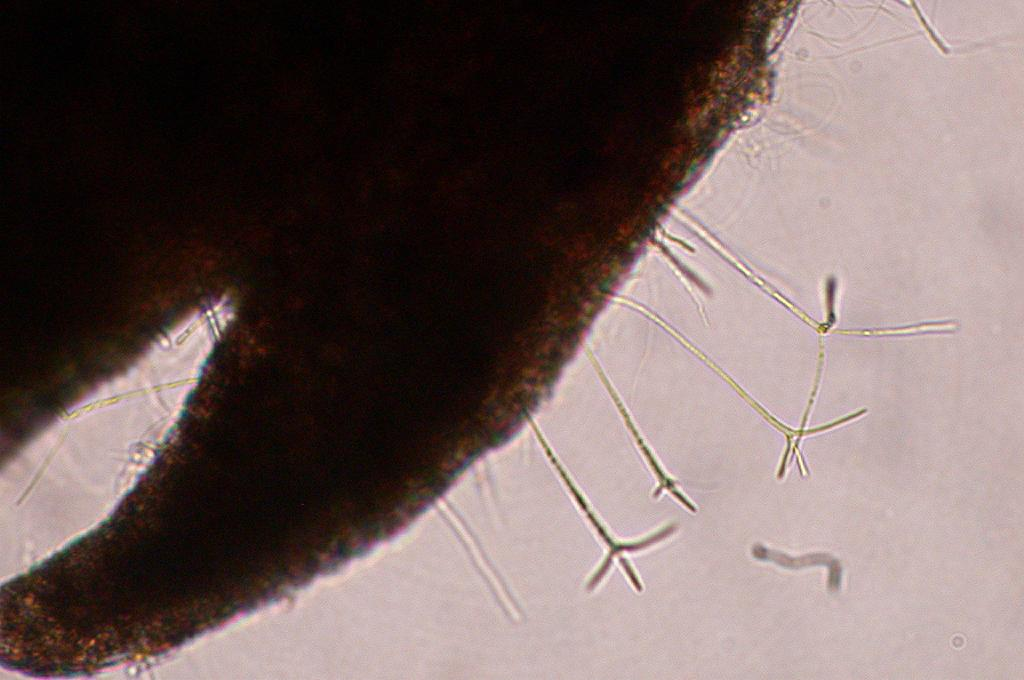
水中落枝上の分生子・その2

テトラカエツム Tetrachaetum は水生不完全菌の1属。4本の細長い枝が放射状に伸びる形の分生子を作る。この類では特に大きな胞子を作るもので、世界各地に普通に見られる。

## 概説
水生不完全菌はセシル・テレンス・インゴールドが1942年に発表した論文をもってその研究の始まりとされるが、この論文で新属新種として記載されたものの一つがこのカビである。現在も単一の種 T. elegans のみが知られる。水生不完全菌では典型的なテトラポッド型（4本の枝が正四面体の頂点方向に伸びる）の分生子を作るものだが、この種はその枝が特に長くて細いことで他種とは容易に区別がつく。
温帯域の清冽な流水中で水中の落葉の上に生育して分生子を水中に流す。同時に陸上植物の根における内生菌として生活することも知られている。

## 特徴
インゴールドは属の記載において、以下のような特徴をあげている。
- 沈水生の不完全菌で、分枝し、隔壁をもつ菌糸体をなす。
- 分生子は四本の長い分枝からなり、それらは一つの点で分枝している。
- 分生子柄の先端に一つの細胞があり、これが壊れることで分生子は切り離される。

この菌の分生子形成型はthallic あるいはアレウリオ型であるが、この最後の特徴、分生子を切り離す sepalating cell があることは標準的でない特徴である。水生不完全菌では Anguillospora なども同じような細胞をもつ。
T. elegans に関する特徴は以下のようなものである。菌糸も分生子も無色で、分生子柄は通常は単純な形。分生子は四本の枝があり、それらはほぼ同等の形で長さ120-150μm、幅2-4μmで、1-4の隔壁をもつ。分生子柄にはその枝の一つで繋がっており、その太さはほぼ変わらない。柄の先端には長さ5-8μm、幅3μmの細胞があり、これが壊れることで分生子は分離する。
分生子全体では長さ200μmにもなり、極めて大きい。各枝は2-3個の細胞からなり、隔壁で区切られる。分生子の枝は見かけではほぼ等しいが、形成の過程を見ると、その位置づけは同等ではない。分生子形成は、最初は菌糸の先端が細い棍棒状になるところから始まる。この部分はその下で隔壁により区切られる。そのすぐあとに、この隔壁の少し下に新たな隔壁が作られ、この間が分生子を切り離す細胞 sepalating cell になる。分生子になる細胞は先端方向に伸びて行き、やがて向きを変えて斜めに方向を変えて伸びる。この曲がり角のところから二つの枝が斜めに伸び出す。これらの枝は同じ程度の長さまで伸びて分生子が完成する。つまり、四本の枝は、実際には一本の主軸と、その途中から横に出た二本の側枝である。。

## 培養
腐生菌であり、通常の培地で純粋培養が可能。麦芽エキス寒天培地上ではよく分枝した菌糸からなる小さなコロニーを形成する。コロニーは白く、気中菌糸がよく出て綿毛状になる。分生子はこの状態では形成されないが、コロニーを切り出して水中に投入すると、24時間以内に分生子形成が起きる。

## 類似種との見分け
この種は水生不完全菌としては同定が比較的容易なものである。全体で200μmを越える分生子の大きさと明確なテトラポッド型がよい特徴となる。
インゴールド(1942)は本種の分生子の小さいものとLemonniera aquatica の分生子の大きいものとが非常によく似ていることをあげている。区別点としては、本種の場合、分生子柄に繋がっていた枝がやや長くてやや細いことで区別出来る。他に Articulospora infflacta の分生子が似ているが、イギリスでは希とのこと。

## 分子系統
水生不完全菌は子嚢菌のうち5つの綱に散在しているが、分子系統解析の結果によればテトラカエツムはズキンタケ綱に属しているとみられ、GyoerffyellaやLemonniera、特にAnguillosporaと近縁であることが示されている。

## 生育環境と生態

### 水中において
流水中の落葉落枝に生育するものである。インゴールドはハンノキやヤナギの落葉落枝に一年を通して見られ、秋から初冬に特に豊富に生じること、また落葉の主脈と、それに葉柄に特に菌糸を伸ばすことを指摘している。池の水面に出来る水泡からの胞子採集の記録もある。
特に水中葉の分解過程においてはこの種はパイオニア、先駆的な位置づけにある。
この菌は炭素源としてはグルコースはよく利用出来るが、でんぷんやスクロースの利用能力はやや劣り、セルロースの利用能力は低い。

### 根の内在菌として
水生不完全菌に水辺から陸上の植物の根に内在菌として生存するものがかなりあることが知られており、本種についてはSati & Belwal(2005)がヒマラヤ地方において、水辺の植物での内在菌の調査を行った際に、シダ植物やネジキ（の基亜種） Lyonia ovarifolia の根から発見したのが最初である。
水生不完全菌が生育する植物の根が健全であることから、これが寄生者ではなく、植物の健全な生育に関連することが推測されている。本種に関しては、培地上での実験で植物病原菌の成長を阻害する能力があることが示されている。Sati & Arya(2010)は根の内在菌として分離された五種の水生不完全菌を7種の植物病原菌と共に培養した実験で、本種は病原菌の内の5種に対して明らかな成長阻害の効果を示したことをあげている。これはこの時実験に試用した水生不完全菌全ての中でもっともはっきりした阻害効果であった。